# گروه A جام جهانی فوتبال ۲۰۲۲

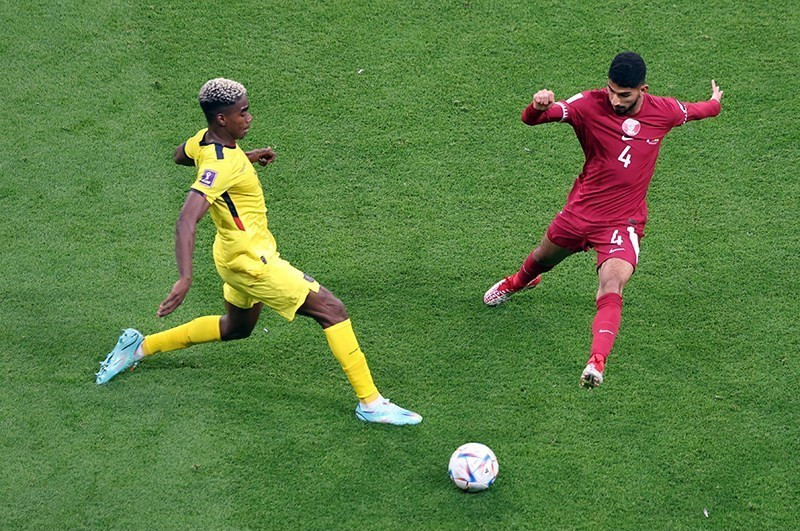
دیدار افتتاحیه جام جهانی 2022 بین تیم های ملی اکوادور و قطر در استادیوم لوسیل،دوحه، قطر

گروه A جام جهانی فوتبال ۲۰۲۲ که مسابقات آن از ۲۱ تا ۲۹ نوامبر ۲۰۲۲ (۳۰ آبان تا ۸ آذر ۱۴۰۱) برگزار  شد، از تیم‌های قطر میزبان، اکوادور، سنگال و هلند تشکیل شده‌ بود. دو تیم برتر این گروه به مرحله یک‌هشتم نهایی راه پیدا کردند .

## تیم‌ها
| جایگاه قرعه | تیم     | گلدان | کنفدراسیون | نحوه‌ی راه‌یابی          | تاریخ راه‌یابی  | تعداد حضور | آخرین حضور | بهترین عملکرد گذشته           | رده‌بندی فیفا | رده‌بندی فیفا |
| جایگاه قرعه | تیم     | گلدان | کنفدراسیون | نحوه‌ی راه‌یابی          | تاریخ راه‌یابی  | تعداد حضور | آخرین حضور | بهترین عملکرد گذشته           | مارس ۲۰۲۲    | اکتبر ۲۰۲۲   |
| ----------- | ------- | ----- | ---------- | ---------------------- | -------------- | ---------- | ---------- | ----------------------------- | ------------ | ------------ |
| A1          | قطر     | ۱     | آسیا       | میزبان                 | ۲ دسامبر ۲۰۱۰  | نخستین بار | —          | —                             | ۵۱           |              |
| A2          | اکوادور | ۴     | کونمبول    | تیم چهارم کونمبول      | ۲۴ مارس ۲۰۲۲   | ۴ بار      | ۲۰۱۴       | یک‌هشتم نهایی (۲۰۰۶)           | ۴۶           |              |
| A3          | سنگال   | ۳     | آفریقا     | برندهٔ مرحلهٔ سوم آفریقا | ۲۹ مارس ۲۰۲۲   | ۳ بار      | ۲۰۱۸       | یک‌چهارم نهایی (۲۰۰۲)          | ۲۰           |              |
| A4          | هلند    | ۲     | یوفا       | تیم اول گروه G یوفا    | ۱۶ نوامبر ۲۰۲۱ | ۱۱ بار     | ۲۰۱۴       | نایب‌قهرمان (۱۹۷۴, ۱۹۷۸, ۲۰۱۰) | ۱۰           |              |

یادداشت‌ها
1. ↑  از رده‌بندی مارس ۲۰۲۲ برای قرعه‌کشی نهایی استفاده شد.

## جدول
| رتبه | تیم     | بازی | پیروزی | مساوی | شکست | گل زده | گل خورده | تفاضل گل | امتیاز | راه‌یابی            |
| ---- | ------- | ---- | ------ | ----- | ---- | ------ | -------- | -------- | ------ | ------------------ |
| ۱    | هلند    | ۳    | ۲      | ۱     | ۰    | ۵      | ۱        | ۴+       | ۷+     | صعود به مرحله حذفی |
| ۲    | سنگال   | ۳    | ۲      | ۰     | ۱    | ۵      | ۴        | ۱+       | ۶+     | صعود به مرحله حذفی |
| ۳    | اکوادور | ۳    | ۱      | ۱     | ۱    | ۴      | ۳        | ۱+       | ۴+     |                    |
| ۴    | قطر (م) | ۳    | ۰      | ۰     | ۳    | ۱      | ۷        | ۶-       | ۰      |                    |

نخستین مسابقه در تاریخ ۲۱ نوامبر ۲۰۲۲ (۳۰ آبان ۱۴۰۱) برگزار شد. منبع: فیفا

قوانین رتبه‌بندی: رتبه‌بندی مرحله گروهی

(م) میزبان

در مرحله یک‌هشتم نهایی:
- تیم اول گروه A مقابل تیم دوم گروه B قرار می‌گیرد.
- تیم دوم گروه A مقابل تیم اول گروه B قرار می‌گیرد.

## مسابقات
تمامی زمان‌ها به وقت محلی کشور قطر هستند (یوتی‌سی ۳+).

### قطر مقابل اکوادور
دو تیم سه بار به مصاف یکدیگر رفته‌اند که آخرین بار در یک دیدار دوستانه در سال ۲۰۱۸ قطر موفق شد با نتیجه ۴-۳ به پیروزی برسد این مسابقه افتتاحیه است.
| قطر | ۰–۲   | اکوادور |
| --- | ----- | ------- |
|     | گزارش |         |

### سنگال مقابل هلند
این دو تیم پیش از این تاکنون با هم دیداری نداشته‌اند.
| سنگال | ۰–۲   | هلند |
| ----- | ----- | ---- |
|       | گزارش |      |

### قطر مقابل سنگال
این دو تیم پیش از این تاکنون با هم دیداری نداشته‌اند.
| قطر | ۱–۳   | سنگال |
| --- | ----- | ----- |
|     | گزارش |       |

### هلند مقابل اکوادور
دو تیم دو بار به مصاف یکدیگر رفته‌اند که آخرین بار در یک دیدار دوستانه در سال ۲۰۱۴ با نتیجهٔ ۱–۱ مساوی به پایان رسید.
| هلند | ۱–۱   | اکوادور |
| ---- | ----- | ------- |
|      | گزارش |         |

### اکوادور مقابل سنگال
دو تیم سه بار به مصاف یکدیگر رفته‌اند که آخرین بار در یک دیدار دوستانه در سال ۲۰۰۵ سنگال موفق شد با نتیجه ۲–۱ به پیروزی برسد.
| اکوادور | ۱–۲   | سنگال |
| ------- | ----- | ----- |
|         | گزارش |       |

### هلند مقابل قطر
این دو تیم پیش از این تاکنون با هم دیداری نداشته‌اند.
| هلند | ۲–۰   | قطر |
| ---- | ----- | --- |
|      | گزارش |     |

## موارد انضباطی
در صورت تساوی، قوانین رتبه‌بندی تیم‌ها در مرحلهٔ گروهی چه در مجموع و چه در رو در رو، از امتیاز موارد انضباطی یا به اصطلاح بازی جوانمردانه به عنوان یک قانون رتبه‌بندی استفاده می‌شود. این موارد بر اساس کارت‌های زرد و قرمز دریافتی در تمامی مسابقات گروهی است که به شرح زیر محاسبه می‌شود:
- کارت زرد اول: منفی ۱ امتیاز
- کارت قرمز غیرمستقیم (کارت زرد دوم): منفی ۳ امتیاز
- کارت قرمز مستقیم: منفی ۴ امتیاز
- کارت زرد و کارت قرمز مستقیم: منفی ۵ امتیاز

فقط یکی از امتیازهای منفی فوق را می‌توان برای یک بازیکن در یک مسابقه اعمال کرد.
| تیم     | مسابقه ۱ | مسابقه ۱                      | مسابقه ۱ | مسابقه ۱               | مسابقه ۲ | مسابقه ۲                      | مسابقه ۲ | مسابقه ۲               | مسابقه ۳ | مسابقه ۳                      | مسابقه ۳ | مسابقه ۳               | امتیاز |
| تیم     |          | Yellow card · Yellow-red card | Red card | Yellow card · Red card |          | Yellow card · Yellow-red card | Red card | Yellow card · Red card |          | Yellow card · Yellow-red card | Red card | Yellow card · Red card | امتیاز |
| ------- | -------- | ----------------------------- | -------- | ---------------------- | -------- | ----------------------------- | -------- | ---------------------- | -------- | ----------------------------- | -------- | ---------------------- | ------ |
| قطر     |          |                               |          |                        |          |                               |          |                        |          |                               |          |                        |        |
| اکوادور |          |                               |          |                        |          |                               |          |                        |          |                               |          |                        |        |
| سنگال   |          |                               |          |                        |          |                               |          |                        |          |                               |          |                        |        |
| هلند    |          |                               |          |                        |          |                               |          |                        |          |                               |          |                        |        |